# Asiosilis bandarensis
Asiosilis bandarensis es una especie de coleóptero de la familia Cantharidae.

## Distribución geográfica
Habita en Indonesia.